# رودان (هرمزغان)
رودان أو دهبارز (بالفارسية: دِهبارز) مدينة متوسطة تتبع لمقاطعة رودان (بالفارسية: شهرستان رودان) ،، وتقع في محافظة هرمزغان في جنوب إيران. وهي عاصمة مقاطعة رودان.

## السكان
يبلغ عدد سكان «مدينة دهبارز» حسب تعداد السكان لعام 2006 للميلاد، (30789) نسمه.